# チーノ・デル・ドゥーカ世界賞
チーノ・デル・ドゥーカ世界賞（チーノ・デル・ドゥーカせかいしょう、フランス語: Prix mondial Cino Del Duca, 英語: Cino Del Duca World Prize）はフランスの文化賞。Cino Del Duca Foundationが主催し、生涯にわたる人道主義的貢献に対して与えられる。 賞金額は20万ユーロ。

## 受賞者
- 1969年: コンラート・ローレンツ, 動物学者
- 1970年: ジャン・アヌイ, 劇作家
- 1971年: イニャツィオ・シローネ, 小説家
- 1972年: ヴィクター・ワイスコフ, 物理学者
- 1973年: ジャン・ゲーノ, 作家
- 1974年: アンドレイ・サハロフ, 物理学者
- 1975年: アレホ・カルペンティエル, ジャーナリスト
- 1976年: ルイス・マンフォード, 歴史家
- 1977年: ジェルメーヌ・ティヨン, 人類学者
- 1978年: レオポール・セダール・サンゴール, 政治家
- 1979年: Jean Hamburger, 医学者
- 1980年: ホルヘ・ルイス・ボルヘス, 小説家
- 1981年: エルンスト・ユンガー, 作家
- 1982年: ヤシャル・ケマル, 作家
- 1983年: Jacques Ruffié, 人類学者
- 1984年: ジョルジュ・デュメジル, 言語学者
- 1985年: ウィリアム・スタイロン, 小説家
- 1986年: Thierry Maulnier, ジャーナリスト
- 1987年: Denis Parsons Burkitt, 医学者
- 1988年: Henri Gouhier, 歴史学者
- 1989年: Carlos Chagas Filho, 医学者
- 1990年: ジョルジェ・アマード, 小説家
- 1991年: Michel Jouvet, 生物学者
- 1992年: イスマイル・カダレ, 小説家
- 1993年: Robert Mallet, 作家
- 1994年: Yves Pouliquen, 医学者
- 1995年: イヴ・ボヌフォワ, 詩人
- 1996年: Alain F. Carpentier, 医学者
- 1997年: ヴァーツラフ・ハヴェル, 劇作家
- 1998年: Wang Zhenyi, 医学者
- 1999年: Henri Amouroux, 歴史学者
- 2000年: Jean Leclant, 歴史学者
- 2001年: Yvon Gattaz, 実業家
- 2002年: François Nourissier, ジャーナリスト
- 2003年: Nicole Le Douarin 生物学者
- 2004年: 受賞者なし
- 2005年: Simon Leys、作家
- 2006年: Jean Clair, 作家
- 2007年: モナ・オズーフ, 歴史学者
- 2008年: マリオ・バルガス・リョサ, 小説家
- 2009年: ミラン・クンデラ, 小説家
- 2010年: パトリック・モディアノ, 小説家
- 2011年: 受賞者なし
- 2012年: Trinh Xuan Thuan, 天文学者
- 2013年: Robert Darnton, 歴史学者
- 2014年: アンドレイ・マキーヌ, 小説家
- 2015年: Thomas W. Gaehtgens, 歴史学者
- 2016年: シルヴィー・ジェルマン, 作家
- 2017年: Benedetta Craveri, 歴史学者
- 2018年: Philippe Jaccottet, 作家
- 2019年: カメル・ダウド, ジャーナリスト
- 2020年: ジョイス・キャロル・オーツ, 小説家
- 2021年: マリーズ・コンデ, 小説家
- 2022年: 村上春樹, 小説家
- 2023年: ズオン・トゥー・フォン, 小説家
- 2024年: ヤスミナ・レザ, 劇作家
- 2025年: ブアレム・サンサル, 小説家

## 参照
- Prix et subventions, Fondation Simone et Cino Del Duca
- Offizielle Webseite beim Institut de France
- Weitere offizielle Webseite mit Preisträgerliste